# تنشو اوبان

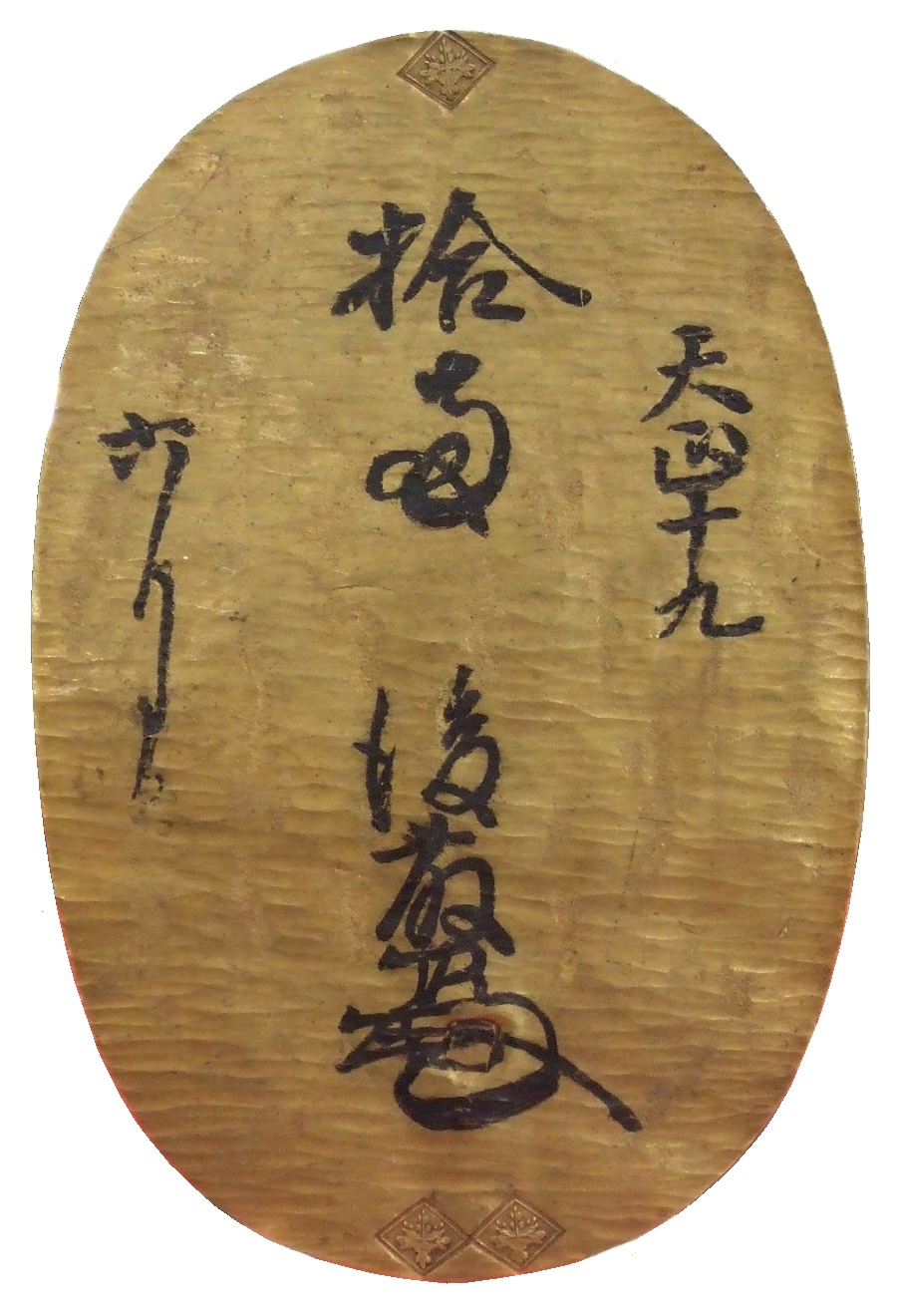
تنشو اوبان

تنشو اوبان (به ژاپنی: 天正大判) یک ورق طلای بیضوی طلا و اولین اوبان (سکه طلا) بود که توسط خاندان گوتو شیروبئه و به دستور تویوتومی هیده‌یوشی ضرب شد. تنشو اوبان معادل ده ریو (سکه طلا) یا ده کوبان (سکه طلا) بود و ۱۶۵ گرم وزن آن بود.